# Doassansiopsidaceae
Doassansiopsidaceae är en familj av svampar. Doassansiopsidaceae ingår i ordningen Urocystidales, klassen Ustilaginomycetes, divisionen basidiesvampar och riket svampar.
|                     | Mycosyringaceae                  |
|                     |                                  |
|                     | Glomosporiaceae                  |
|                     |                                  |
|                     | Floromycetaceae                  |
|                     |                                  |
| Doassansiopsidaceae | \| \| Doassansiopsis \| \| \| \| |
|                     | \| \| Doassansiopsis \| \| \| \| |
|                     | Urocystidaceae                   |
|                     |                                  |
|                     | Doassansiopsis                   |
|                     |                                  |

|  | Doassansiopsis |
|  |                |